# تیماشیوفسک
شهر تیماشیوفسک (به روسی: Тимашёвск) در کشور روسیه و در کرای کراسنودار واقع شده‌است.

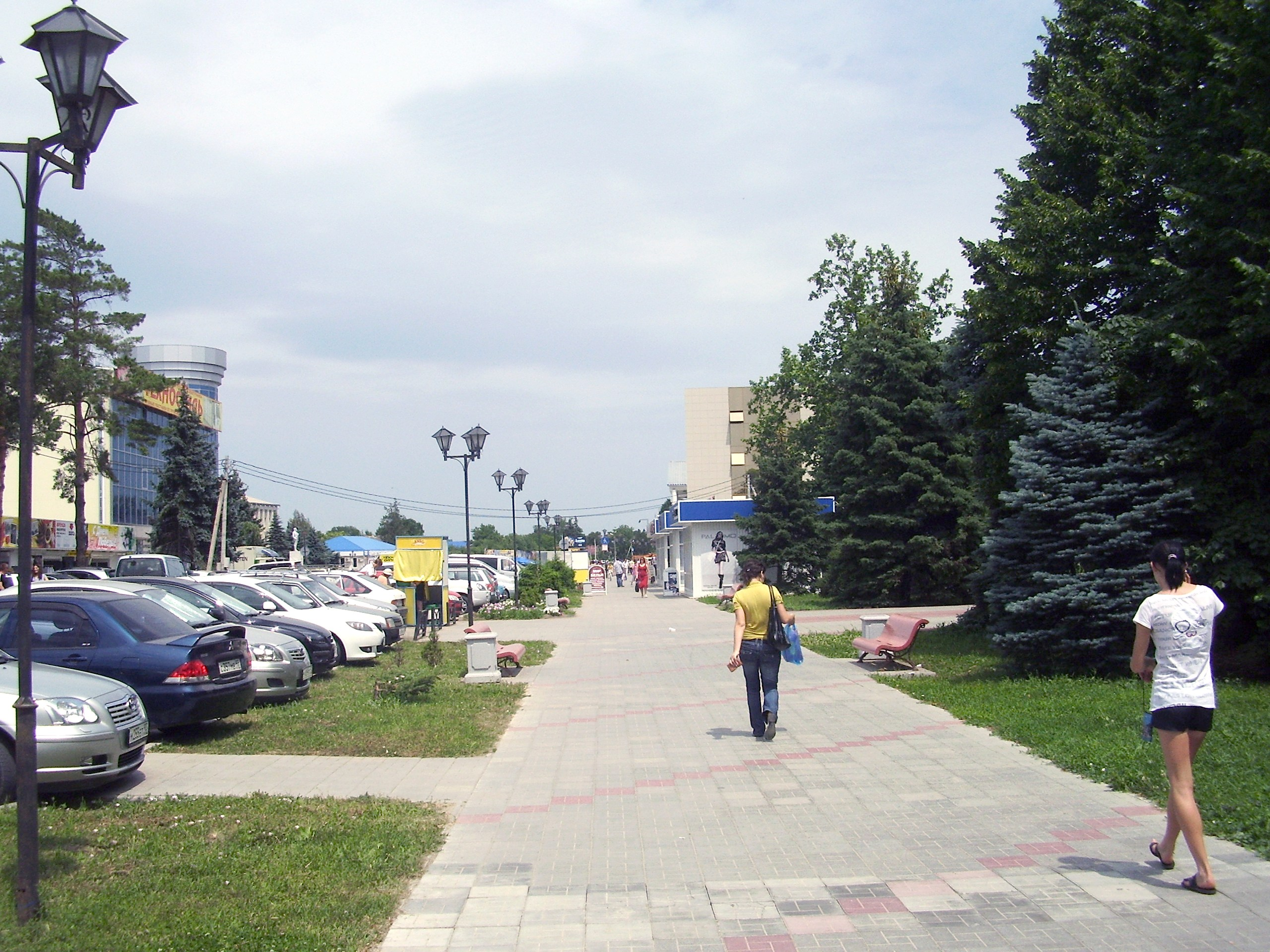
مرکز شهر تیماشیوفسک